# Ben Saunders

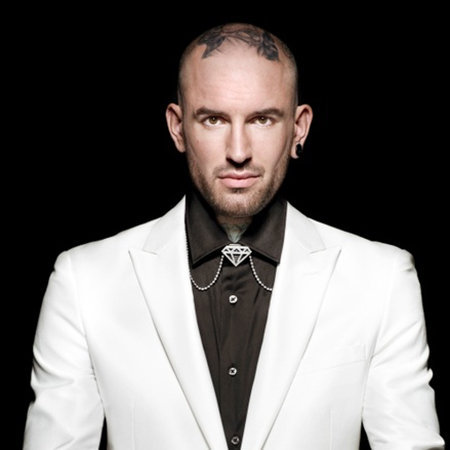
Ben Saunders

Ben Saunders (* 9. Juli 1983 in London) ist ein niederländischer Sänger.

## Karriere
Gemeinsam mit seinem älteren Bruder Dean nahm er 2000 an dem Castingformat Alles voor de band: Follow that dream des Fernsehsenders RTL 4 teil. Die in der Sendung formierte Band Follow that Dream veröffentlichte ein Album und erreichte mit der Debütsingle Follow that Dream die niederländischen Charts, löste sich aber im Mai 2001 bereits wieder auf.
Im Februar 2003 nahmen Ben und Dean Saunders als The Brothers am Nationaal Songfestival teil und wurden Siebte.
2010 bewarb er sich für die erste Staffel der Talentshow The Voice of Holland, die er am 21. Januar 2011 für sich entscheiden konnte. Sein erstes Album You thought you knew me by now erreichte Platz 1 in den Niederlanden und wurde mit einer Goldenen Schallplatte ausgezeichnet. Gold erhielt auch sein Album Kill For A Broken Heart. Sein Bruder Dean gewann am 22. Januar 2011 die 3. Staffel der niederländischen Version von Popstars.

## Preise und Auszeichnungen
- 2011: Erster Platz bei The Voice of Holland
- 2011: TMF Awards in der Kategorie Bester Live-Act, Bester Mann und TMF Borsato Award
- 2011: MTV Europe Music Awards in der Kategorie Bester niederländischer Act

### Nominierungen
- 2011: Edisons in der Kategorie Bester Newcomer, Bestes Album und Beste Single
- 2011: MTV Europe Music Awards in der Kategorie Bester europäischer Act